# País Basco do Sul

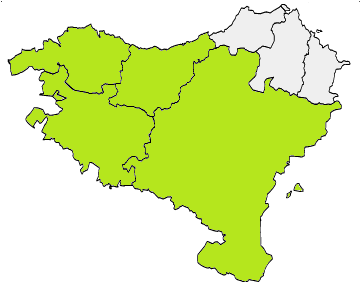
País Basco do Sul ou Hegoalde, em verde escuro dentro do mapa do todo o País Basco. As fronteiras internas são mostrados das três províncias que compõem a Comunidade Autónoma Basca (a oeste) e Navarra (ao leste).

O País Basco do Sul ou País Basco espanhol (em basco: Hego Euskal Herria ou Hegoalde) é a parte do País Basco situado em território espanhol. Não existe como uma unidade política, mas inclui as três províncias (Álava, Biscaia, Guipúscoa) e dois enclaves (Enclave de Treviño e Valle de Villaverde) da Comunidade Autónoma Basca, a oeste, bem como a comunidade foral de Navarra ao leste. O resto do País Basco situa-se em território francês e é chamado de País Basco francês.